# Anjou (Isère)
Anjou település Franciaországban, Isère megyében. Lakosainak száma 1023 fő (2022. január 1.). Anjou Salaise-sur-Sanne, Sonnay, Ville-sous-Anjou, Agnin és Bougé-Chambalud községekkel határos.

## Népesség
A település népességének változása:
| Lakosok száma | 565  | 585  | 744  | 931  | 1017 | 1012 | 1013 | 1045 | 1036 | 1023 |
|               | 1968 | 1982 | 1990 | 2006 | 2013 | 2015 | 2017 | 2019 | 2020 | 2022 |